# Kunde von Nirgendwo
Kunde von Nirgendwo, auch erschienen unter dem Titel Neues aus Nirgendland. Ein Zukunftsroman (im englischen Original News from Nowhere, or an Epoch of Rest) ist ein vom britischen Künstler, Designer und Sozialisten William Morris verfasster Roman mit Science-Fiction Elementen, in welchem die utopische Vision einer sozialistischen Gesellschaft entwickelt wird. Zuerst erschien er ab dem 11. Januar 1890 als Serie in der Zeitschrift Commonweal.

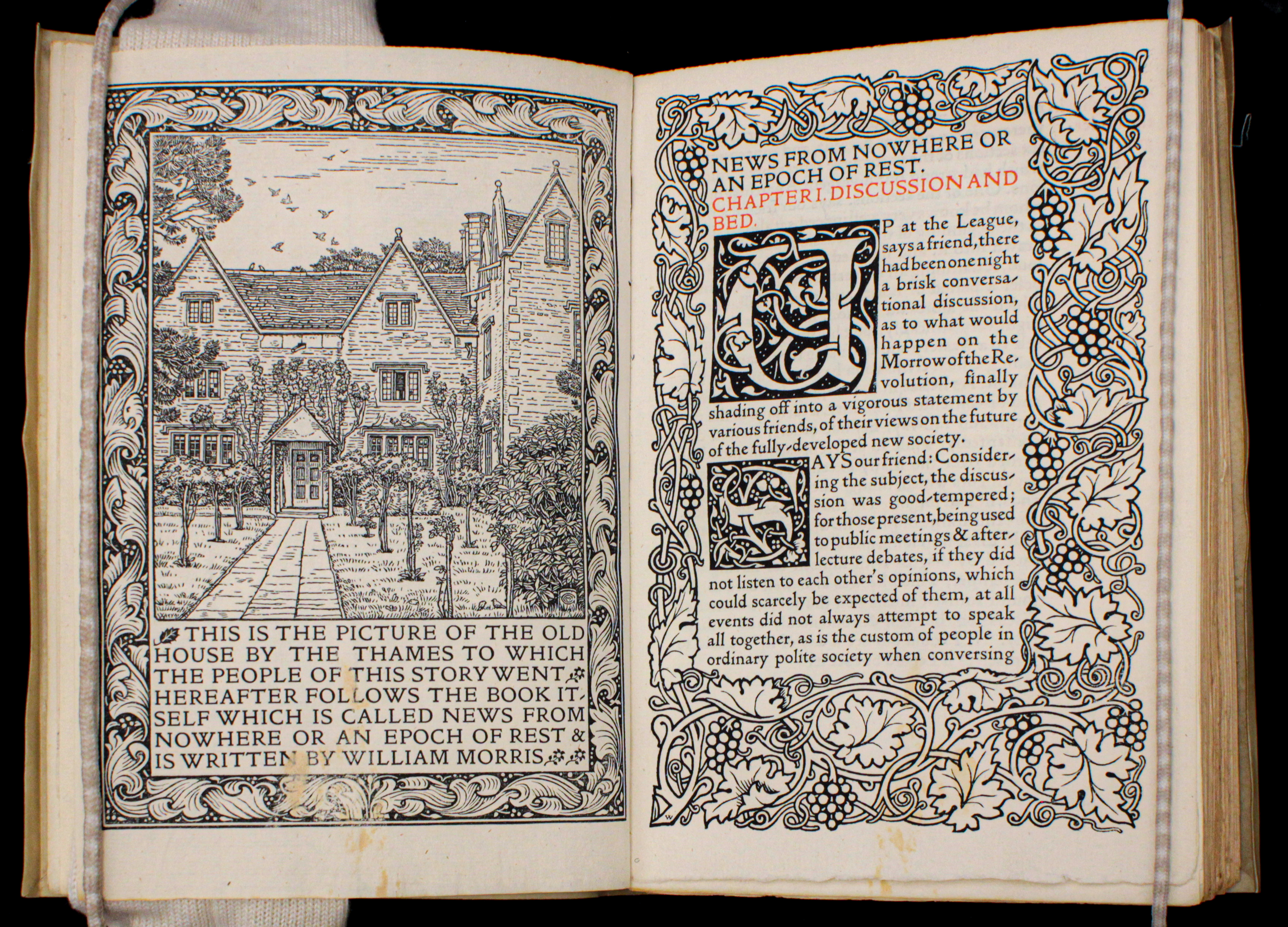
William Morris, News from Nowhere: Or, an Epoch of Rest (London, Kelmscott Press, 1892); Pequot Library Special Collections

In dem Werk, welches marxistische Ideen mit Motiven aus der Tradition der Romantik verbindet, werden mehrere Aspekte einer idealtypischen Gesellschaft thematisiert. Der Erzähler und Protagonist William Guest wacht am Tag nach einem Treffen der Hammersmith Socialist League im Jahr 2102, 150 Jahre nach einer sozialistischen Revolution, in einer Gesellschaft auf, die auf den Prinzipien des Kollektivismus und der demokratischen Kontrolle über die Produktionsmittel beruht. In starkem Kontrast zu dem urbanen England des 19. Jahrhunderts existiert in dieser agrarisch geprägten Gesellschaft weder ein Geld- noch ein Klassen- und Ausbeutungssystem oder Privateigentum. Die Menschen leben im Einklang mit der Natur und finden Freude und Erfüllung in der Arbeit, der sie ohne Zwang nachgehen.

## Inhalt

### Handlung
Der Protagonist William Guest wacht am Tag nach einer Debatte mit anderen Angehörigen der Hammersmith Socialist League über die Zukunft nach einer sozialistischen Revolution im London des Jahres 2102 auf. Irritiert und fasziniert von der Gesellschaft, die in jeglicher Hinsicht von dem industriellen England abweicht, trifft er auf den jungen Bootsmann Dick, dessen Lebensgefährtin Clara und den alten Bibliothekar Hammond, die ihm die Gegebenheiten dieser Welt zeigen und erklären. Während seiner Reise durch die nunmehr von unverschmutzter Natur geprägten Gegend um London, die sich auch als eine Suche nach seiner eigenen verloren gegangenen Zufriedenheit herausstellt, lernt Guest freie und glückliche Menschen kennen, die primär von bäuerlicher Arbeit und vom Handwerk leben. Urbane Zentren gibt es in dieser Gesellschaft ebenso wenig wie die industrielle Produktion von Gütern. Händische Arbeit wird als bereichernd empfunden und ist eng mit Ästhetik und Kreativität verbunden. Im weiteren Verlauf der Geschichte lernt der Protagonist die junge Frau Ellen kennen, von welcher er ebenfalls etwas über die Einstellungen und die Lebenswelt der Menschen erfährt. Am Ende des Romans wacht Guest wieder im Jahr 1890 auf und frägt sich, ob das Erlebte lediglich der Teil eines Traums ist oder nicht vielmehr auch eine Vision für die Zukunft sein könnte.

### Weltbild
In der von Morris beschriebenen Gesellschaft lebt die Bevölkerung nicht in urbanen und industriell geprägten Städten, sondern in kleineren Ortschaften im Einklang mit der Natur. Die staatlichen Institutionen und damit die parlamentarische Demokratie existieren nicht mehr, stattdessen werden Entscheidungen im Rahmen der Selbstverwaltung kleinerer Gemeinschaften und mithilfe von Formen der direkten Demokratie getroffen. Die kapitalistische Wirtschaftsform ist überwunden und durch eine Sharing Economy ersetzt, welche auf dem Kollektivismus und der demokratischen Kontrolle der Produktionsmittel beruht, die sich im Eigentum der gesamten Gesellschaft befinden. Alltagsgegenstände werden im Rahmen handwerklicher Arbeit hergestellt, nicht mehr industriell in Massenproduktion und sind von hoher Qualität. Grundsätzlich wird Arbeit von den Menschen nicht als notwendiges Übel, sondern als ein zentraler Beitrag zu einem erfüllten Leben betrachtet, da Wahlfreiheit in der Frage, welchen Arbeiten man nachgehen möchte, herrscht. Da sich die Technologienutzung an den Bedürfnissen des Menschen und der Gemeinschaft ausrichtet, wird auf Maschinen nur für notwendige Aufgaben zurückgegriffen, die ansonsten nur durch unangenehme händische Arbeit erfüllt werden könnten.
Während Bildung weiterhin eine wichtige gesellschaftliche Rolle spielt, gibt es keine verpflichtend zu besuchenden Bildungsinstitutionen und die Menschen können frei über die präferierte Art der Bildung und Erziehung entscheiden. Im Sommer verbringen Kinder gemeinsam Zeit in der Natur und erlangen so eigenständig und gemeinsam neues Wissen und praktische Fähigkeiten.
Die patriarchale Unterdrückung von Frauen durch Männer ist weitgehend überwunden und beide Geschlechter können frei über die Art der Arbeit, welcher sie nachgehen, entscheiden. Dennoch wird Hausarbeit von Morris als geschlechtsspezifisch dargestellt, da Frauen für diese besonders geeignet seien.  Zwar leben die meisten Erwachsenen in monogamen Beziehungen, dies stellt jedoch keine gesellschaftliche Norm dar und es gibt keine vertraglich festgehaltenen Ehen; die Menschen wählen grundsätzlich frei ihre bevorzugte Beziehungs- und Familienform.

## Entstehungshintergrund
William Morris war als einer der Gründer der britischen Socialist League zu einer Zeit in der sozialistischen Bewegung aktiv, als sich diese formierte und ihre Zielsetzungen formulierte. Vor diesem Hintergrund ist Kunde von Nirgendwo als Teil seiner politischen Aktivitäten zu betrachten. Der US-amerikanische Autor Edward Bellamy veröffentlichte im Jahr 1888 den einflussreichen Roman Ein Rückblick aus dem Jahre 2000 auf 1887, in welchem er seine Vision einer sozialistischen Gesellschaft darlegte. Da Morris in Hinblick auf eine ideale sozialistische Gesellschaft deutlich andere Ansichten und Werte vertrat, insbesondere die Ablehnung der industriellen Urbanität, der Planwirtschaft und einer zentralen autoritären Staatsgewalt, veröffentlichte er Kunde von Nirgendwo in der sozialistischen Zeitschrift Commonweal als libertär-marxistische Reaktion. Die 39 Kapitel des Werks erschienen als Fortsetzungsroman vom 11. Januar bis zum 4. Oktober 1890.

### Textausgaben
- News from Nowhere. An Epoch of Rest, Being Some Chapters from a Utopian Romance. Serialization in the Commonweal, London 1890.
- News from Nowhere; or, An Epoch of Rest. Being Some Chapters from a Utopian Romance. Roberts Brothers, Boston 1890, online: News from nowhere im Textarchiv – Internet Archive.
- News from nowhere: or, An Epoch of Rest, Being Some Chapters from a Utopian Romance. Reeves and Turner, London 1891.
- News from Nowhere; or, An Epoch of Rest, Being Some Chapters from a Utopian Romance, printed by William Morris at the Kelmscott Press, Upper Mall, Hammersmith, and finished on the 22nd of November 1892, online: News from nowhere im Textarchiv – Internet Archive.
- Neues aus Nirgendland. Ein Zukunftsroman. Aus dem Englischen von Paul Seliger. Seemann, Leipzig 1901.
- Kunde von Nirgendwo. Ein utopischer Roman. Herausgegeben von Wilhelm Liebknecht. J. H. W. Dietz, Stuttgart 1900, DNB 579493296 (Illustriert von Hans Gabriel Jentzsch).
- Kunde von Nirgendwo. Roman. Aus dem Englischen von Natalie Liebknecht und Clara Steinitz, durchgesehen von Wilhelm Liebknecht, durchgesehen und vervollständigt von Sarah Janke. Vorwort von Marcel Seehuber. Edition Nautilus, Hamburg 2016. ISBN 978-3-96054-020-5.

### Sekundärliteratur
- Stephen Coleman, Paddy O’Sullivan (Hrsg.): William Morris and News from Nowhere: A Vision for Our Time. Green Books, Bideford 1990. ISBN 1-870098-37-4
- Phillippa Bennett, Rosie Miles (Hrsg.): William Morris in the Twenty-first Century. Peter Lang, Bern 2010. ISBN 3-0343-0106-5